# Lophothripa ochthias
Lophothripa ochthias är en fjärilsart som beskrevs av Edward Meyrick 1902. Lophothripa ochthias ingår i släktet Lophothripa och familjen trågspinnare. Inga underarter finns listade i Catalogue of Life.